# На семи ветрах
«На семи́ ветра́х» — советский кинофильм, военная драма, классика жанра о Великой Отечественной войне. Добрая и яркая история любви, история простого героизма и, по оценке критиков, — один из лучших фильмов Станислава Ростоцкого.

## Сюжет
Светлане (главной героине фильма) приходит письмо, в котором Игорь (жених) просит её приехать к нему в его двухэтажный дом, расположенный на окраине другого города. Но из-за сложившихся обстоятельств — вскоре началась война — Игорь не смог встретиться с девушкой. Однако она, несмотря на такую ситуацию, всё же принимает решение остаться в доме и дождаться любимого. Через некоторое время немцы начали подступать к окраинам города, защищая который, ведёт бои Советская армия. В доме, где живёт Светлана, сначала развёртывается редакция фронтовой газеты "Вперёд", затем госпиталь, позже здание используют как военную базу.

## В ролях
| Актёр              | Роль                                         |
| ------------------ | -------------------------------------------- |
| Лариса Лужина      | Светлана Андреевна Ивашова                   |
| Вячеслав Тихонов   | Вячеслав Павлович Суздалев капитан           |
| Вячеслав Невинный  | Юрий Петрович Зубарев капитан                |
| Михаил Трояновский | Вальдемар Янович Петерсон полковой комиссар  |
| Софья Пилявская    | Долли Максимовна Петрова                     |
| Маргарита Струнова | Зиночка                                      |
| Лидия Савченко     | Муся (Марья Григорьевна) медсестра           |
| Клара Лучко        | Наталья Михайловна Гусева военный хирург     |
| Светлана Дружинина | Тоня Байкова медсестра                       |
| Людмила Чурсина    | Настя медсестра                              |
| Маргарита Жарова   | Ксения Шарова блондинка на балу              |
| Владимир Заманский | Владимир Петрович Васильев старший лейтенант |
| Леонид Быков       | Гаркуша пулемётчик                           |
| Валентин Печников  | старшина Гречко                              |
| Анатолий Ромашин   | Костя                                        |
| Анатолий Игнатьев  | Семагин                                      |
| Бимболат Ватаев    | рядовой Мамакаев                             |
| Виктор Павлов      | солдат Митя Огольцов                         |
| Клавдия Лепанова   | медсестра Клавочка                           |
| Павел Винник       | майор Сотник                                 |
| Виктор Маркин      | Шурик-заик ассистент хирурга                 |
| Аркадий Трусов     | раненый                                      |
| Алексей Сафонов    | старший военного патруля                     |
| Савелий Крамаров   | солдат патруля и раненый боец в госпитале    |
| Герман Полосков    | Ваня Макаров                                 |
| Гарри Дунц         | Лаврентьев                                   |
| Станислав Коренев  | Аркаша Киселёв                               |
| Владимир Прокофьев | Лапин                                        |
| Александр Титов    | пожилой солдат                               |
| Юрий Дубровин      | раненый лейтенант Сенечка                    |
| Борис Савченко     | эпизод (дебют в кино)                        |

## Съёмочная группа
- Режиссёр-постановщик: Станислав Ростоцкий
- Сценаристы: Станислав Ростоцкий, Александр Галич (в 1970—1980-х годах изъят из титров фильма)
- Директор фильма: Михаил Литвак
- Художник-постановщик: Сергей Серебреников
- Оператор-постановщик: Вячеслав Шумский
- Композитор: Кирилл Молчанов
- Текст песен: Александр Галич
- Звукорежиссёр: Николай Озорнов
- Монтажёр: Валентина Миронова

## Съёмки
На роль исполнительницы главной роли планировалась жена Ростоцкого Нина Меньшикова, но Сергей Герасимов настоял на участии в картине своей ученицы по ВГИКу Ларисы Лужиной. Ростоцкого поначалу не впечатлила игра молодой актрисы. Когда он показал отснятый фрагмент с её участием Сергею Герасимову, тот сказал: «Стасик, извини меня, пожалуйста, это только ты виноват, что у неё не получается, а не она. Ты режиссёр, это ещё мягкая глина. Ты, как скульптор должен лепить из неё скульптуру, создавать, помогать создавать этот образ. Это твоя забота».
По сценарию в одном из кадров главная героиня должна раздеваться, чтобы умыться в бочке с водой. 22-летняя актриса застеснялась, и вместо неё режиссёр предложил снять дублёршу. Увидев девушку другой комплекции, Лариса Лужина рискнула сняться в этой сцене сама.
Часть съёмок проводилась в Ростове-на-Дону: декорации дома «на семи ветрах» были построены на пустыре неподалёку от улицы Седова, в одном из эпизодов в кадре можно узнать ул. Московскую и здание фабрики беловых товаров в пер. Газетном. На одном из планов фильма также явственно виден левый берег Дона.
Режиссёр Станислав Ростоцкий настойчиво добивался, чтобы Клара Лучко сыграла в этом фильме небольшую роль хирурга. Просто однажды он случайно встретил её в коридоре больницы, куда Лучко пришла навестить свою подругу. Она шла в белом халате. Лучко отказывалась от роли, но Ростоцкий её уговорил. Ради этой маленькой роли она ездила в больницы, бывала на операциях.

## Судьба фильма
Фильм вышел на экраны СССР 8 мая 1962 года, один из лидеров проката 1962 года — 26,8 млн зрителей.
Актёрский ансамбль, сочный язык, режиссура, запоминающиеся песни Галича сделали фильм любимым для многих поколений кинозрителей. В фильме много цитат, которые стали народными афоризмами, в том числе фраза, произнесенная героем Савелия Крамарова: «Пристукнуть тебя по законам военного времени — и точка»
Вальс, который в фильме исполняет Вячеслав Тихонов (стихи Александра Галича, музыка Кирилла Молчанова), в 1999 году в исполнении Петра Тодоровского и Сергея Никитина вошёл в музыкальный сборник «Ретро вдвоём».